# Arirang (film, 2011)
Pour les articles homonymes, voir Arirang.
Pour plus de détails, voir Fiche technique et Distribution.
Arirang (아리랑) est un film sud-coréen réalisé par Kim Ki-duk, sorti en 2011. Il obtient le Prix Un certain regard en 2011, ex aequo avec Pour lui d'Andreas Dresen.

## Fiche technique
- Titre : Arirang
- Titre original : 아리랑
- Réalisation : Kim Ki-duk
- Pays d'origine : Corée du Sud
- Genre : Film documentaire
- Date de sortie : 2011